# Temple protestant de Souvignargues
Le temple protestant de Souvignargues est un édifice religieux situé à Souvignargues, dans le département du Gard. Il est rattaché à la paroisse de l'ensemble Sommiérois-Vaunage de l'Église protestante unie de France.

## Historique
Les premiers temples ont disparu, comme partout en Languedoc, après la révocation de l’édit de Nantes en 1685. Depuis la révolution, beaucoup de cultes avaient lieu en plein air, faute de lieux réservés. Toutes les couches de la société vont se mobiliser pour donner ou acquérir à leurs frais des terrains.
Le terrain sur lequel est bâti le temple de Souvignargues est donné par la famille Desport. La construction commencée en 1829 s'achève en 1833. Le consistoire, créé en 1842, comprend les paroisses de Junas, Aujargues, Souvignargues. À l'époque, le village compte 610 habitants : 423 catholiques et 187 protestants,.
Tout au long du siècle, propriétaires fonciers, vignerons, mais aussi industriels locaux sont les premiers à payer de leurs deniers personnels la reconstruction des temples qui sont tous bâtis sur le même principe : un espace aux murs dénudés, le plus souvent parallélépipédique, garni de rangées de bancs de bois.
En janvier 1854, les protestants de la commune à la suite d'une pétition et du décès du propriétaire du terrain sur lequel le temple est bâti, souhaitaient faire don de cet édifice à la commune compte tenu qu'ils s'en occupaient depuis sa construction, soit depuis 24/25 ans. Cette donation sera acceptée par le Conseil Presbytéral des paroisses d'Aujargues, Junas, Souvignargues, le 8 décembre 1861 puis reçut l'aval du préfet le 23 avril 1862, mais déjà une délibération de Mai 1861 prévoyait des travaux importants de réparation au Temple. En août 1866, une délibération fut prise pour construire un campanile sur la façade du temple avec pose d'une cloche pour un montant de 297,65 frs qui fut effectivement mise en place en 1887.
Des fenêtres hautes apportent de la lumière par les murs latéraux. En façade, une fenêtre ou un oculus complète souvent l’éclairage intérieur, surmonté d’un campanile ou d’un clocher. Une chaire à prêcher en bois, acceptant parfois une décoration très sobre et une table avec un lutrin pour porter la Bible sont les seuls éléments intérieurs. Du plus simple au plus grand temple, ces éléments sont immuablement présents. C’est donc le parti architectural du plan, le traitement des éléments de couvertures, des entrées et des façades, l’adjonction de galeries intérieures pour les temples monumentaux, qui vont caractériser le bâtiment.

## Galerie

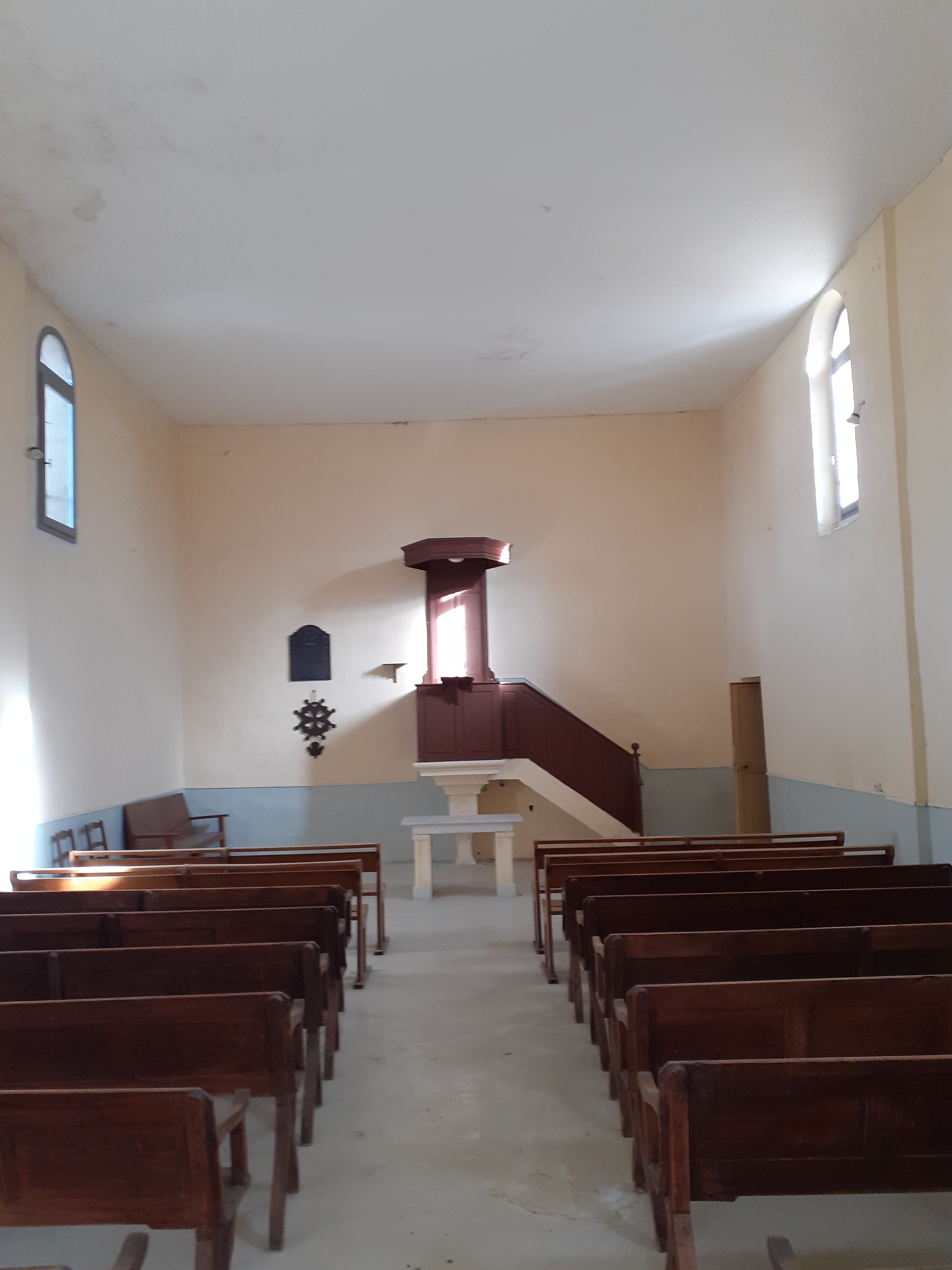
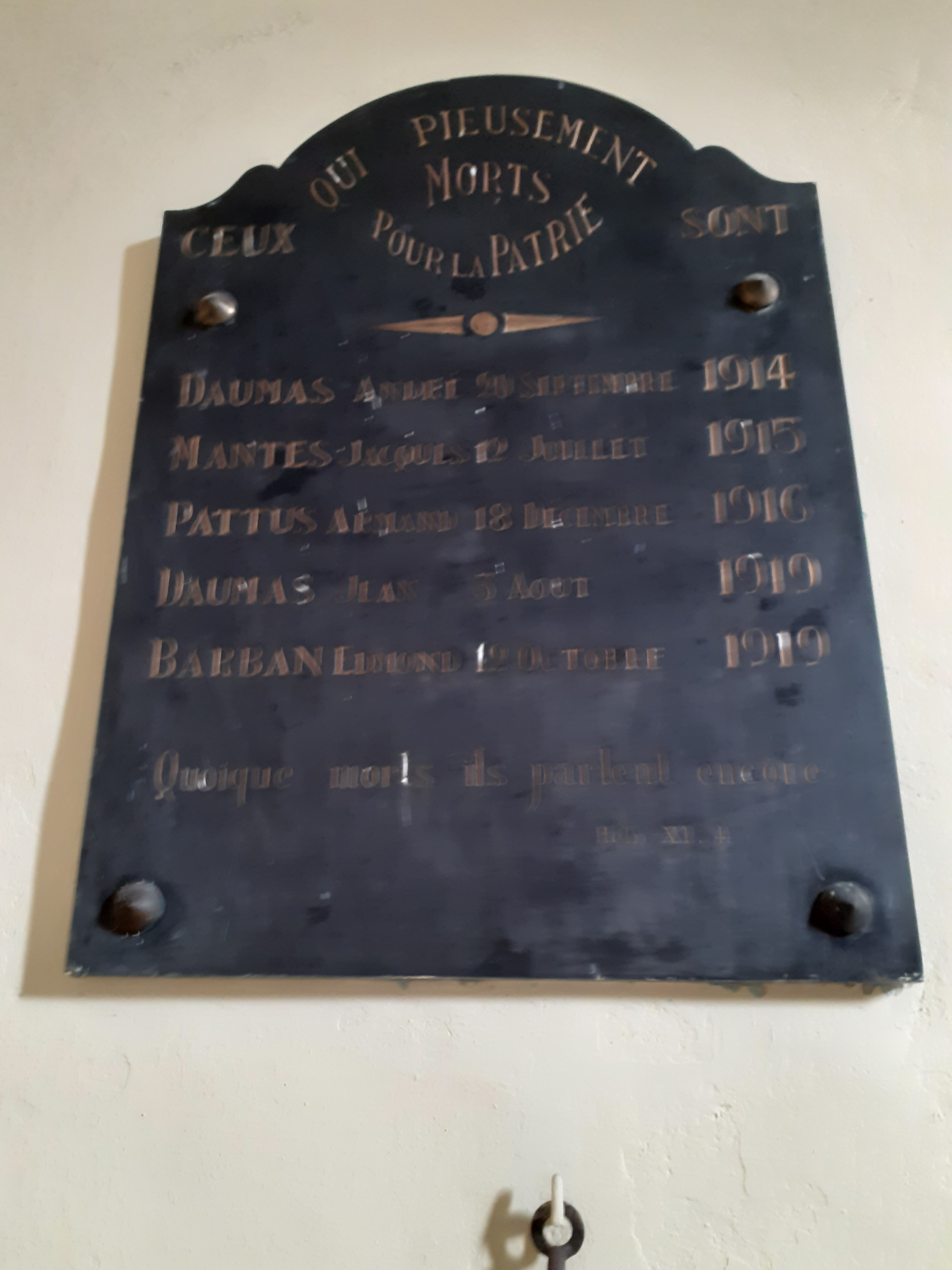
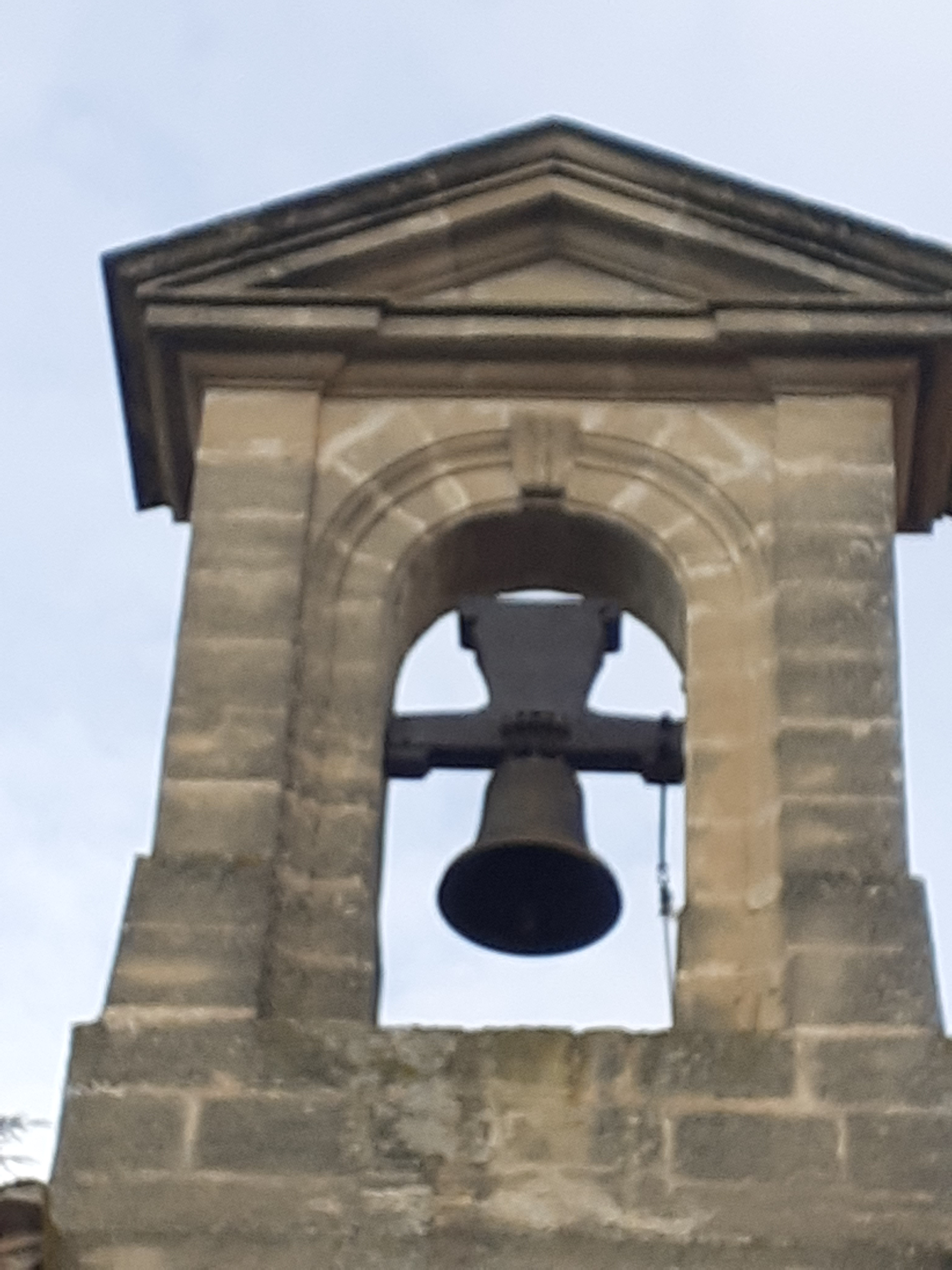
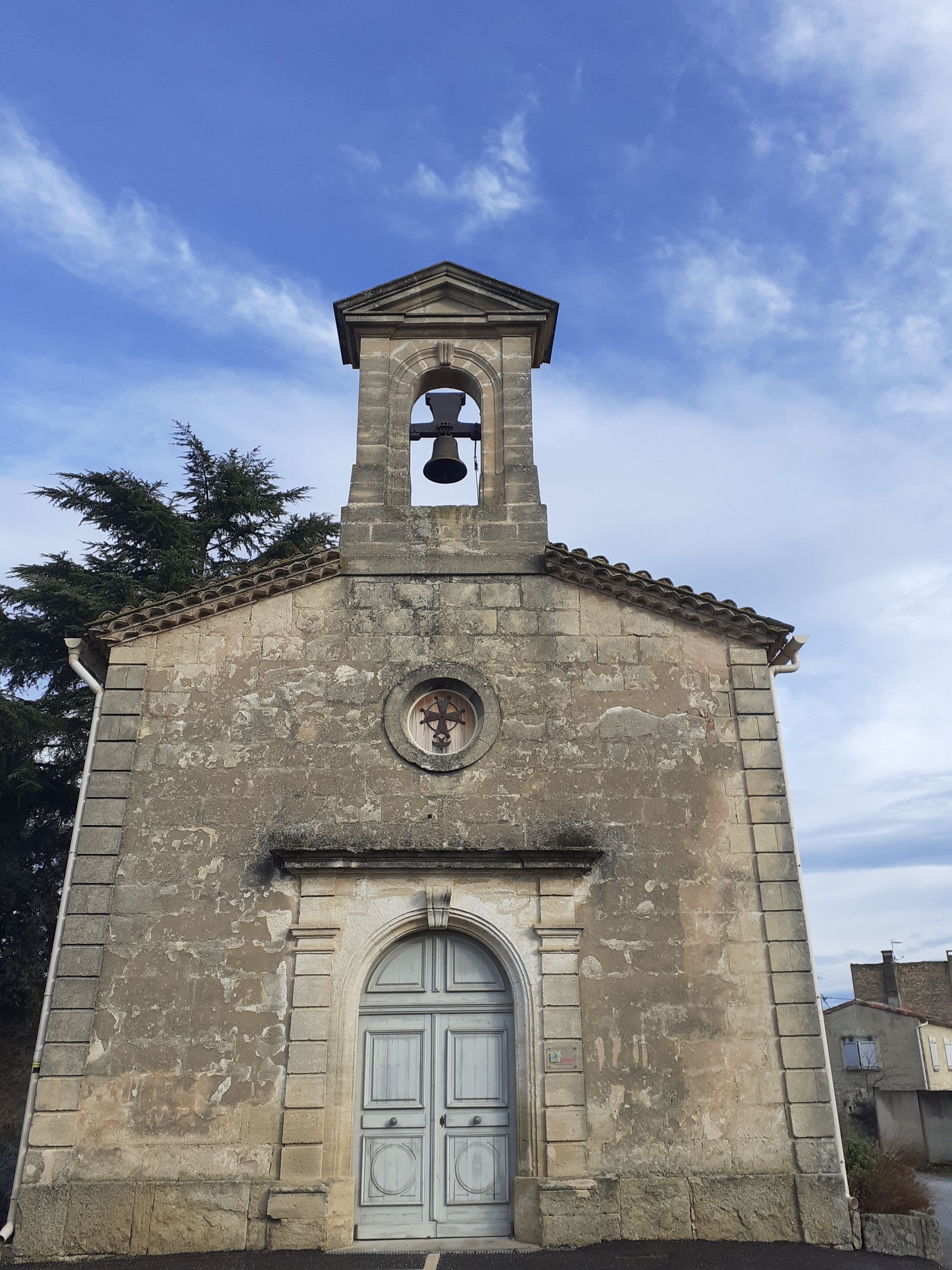